# Heber Chase Kimball
Pour les articles homonymes, voir Kimball.
Heber Chase Kimball, né le 14 juin 1801 à Sheldon (Vermont) et mort le 22 juin 1868 à Salt Lake City, est un apôtre de l'église mormone, premier conseiller de Brigham Young de 1847 à 1868. 

## Biographie
Kimball entre chez les Mormons en 1832 et devient apôtre en 1835. Il prêche alors au Canada puis aux États-Unis et voyage avec Orson Hyde en Angleterre et en Europe en 1837 puis est envoyé en mission en Europe en 1840. 
Élu en 1847 membre de la présidence de l'église mormone, il fonde sa communauté dans le territoire de l'Utah. Il meurt à Salt Lake City, laissant treize épouses et cinquante-quatre enfants. 
Jules Verne le mentionne dans son roman Le Testament d'un excentrique (partie 2, chapitre III) et utilise alors pour source l'ouvrage A travers les États-Unis de l'Atlantique au Pacifique (1885) de Louis Simonin. 

## Hommage
- Heber City dans l'Utah porte son nom.